# Piero Regnoli
Piero Regnoli (19 de julio de 1921-27 de abril de 2001) fue un guionista y director cinematográfico de nacionalidad italiana.

## Biografía
Nacido en Roma, Italia, fue también conocido como Martin Andrews, Dean Crain, Peter Lombard, Mario Pierotti y Pietro Regnoli.
Entre 1949 y 1954 formó parte del jurado del Festival Internacional de Cine de Venecia.
Crítico cinematográfico del periódico L'Osservatore Romano, de la Ciudad del Vaticano, es recordado por haber trabajado en el guion de 104 filmes entre los años 1953 y 1991, entre ellos varios de serie B, y tocando géneros como el spaghetti western, el cine de horror, el peplum, el decamerotico, la comedia erótica italiana, además de producciones inspiradas en la sceneggiata napolitana y cintas de temática poliziotteschi. 
Uno de sus filmes más destacados como guionista fue Non è mai troppo tardi (1953). Su último trabajo como guionista fue rodado en 1994, La ragazza di Cortina. 
También trabajó como actor, aunque sin mención en los créditos, en la película de 1973 Le amorose notti di Alì Baba.
Piero Regnoli falleció en Roma en el año 2001. Había estado casado con Sylvia Innocenzi Ceccarelli, con la que tuvo una hija, Daniela Regnoli, fundadora y actriz del Teatro Potlach.

## Filmografía

### Director
- 1950 : Gli ultimi giorni di Pompei  (ayudante dirección)
- 1956 : I vampiri (ayudante dirección)
- 1957 : La chiamavan Capinera...
- 1958 : Anche l'inferno trema
- 1960 : Ti aspetterò all'inferno
- 1960 : L'ultima preda del vampiro
- 1962 : Re Manfredi
- 1963 : Lo sparviero dei Caraibi
- 1964 : Appuntamento a Dallas
- 1964 : Maciste nelle miniere di re Salomone
- 1971 : Leoni di Petersburgo (ayudante dirección y actor)
- 1973 : Biancaneve e i sette nani
- 1973 : I giochi proibiti dell'Aretino Pietro
- 1976 : La principessa sul pisello

### Guionista
- 1953 : Non è mai troppo tardi (también productor)
- 1954 : La prigioniera di Amalfi
- 1956 : Los vampiros
- 1960 : L'ultima preda del vampiro
- 1963 : Lo sparviero dei Caraibi
- 1964 : Appuntamento a Dallas
- 1964 : Maciste nelle miniere di re Salomone
- 1966 : Un fiume di dollari
- 1966 : 3 pistole contro Cesare
- 1966 : Il terzo occhio
- 1966 : Navajo Joe
- 1967 : Matchless, de Alberto Lattuada
- 1969 : Salvar la cara
- 1969 : La legge della violenza (Tutti o nessuno), de Gianni Crea
- 1969 : Sette baschi rossi
- 1969 : Porta del cannone
- 1969 : La legge dei gangsters
- 1969 : Il dito nella piaga
- 1970 : I 7 di Marsa Matruh (también productor)
- 1971 : Leoni di Petersburgo
- 1972 : La spada normanna
- 1972 : La vita, a volte, è molto dura, vero Provvidenza?
- 1973 : Elena sì... ma di Troia
- 1973 : Sentivano uno strano, eccitante, pericoloso puzzo di dollari
- 1973 : Li chiamavano i tre moschettieri... invece erano quattro, de Silvio Amadio
- 1973 : I giochi proibiti dell'Aretino Pietro
- 1973 : Zanna Bianca
- 1974 : Verginità
- 1974 : Un fiocco nero per Deborah
- 1974 : La spacconata
- 1974 : La prova d'amore
- 1974 : La profanazione, de Tiziano Longo
- 1974 : Quelli che contano
- 1974 : Basta con la guerra... facciamo l'amore
- 1975 : Quella età maliziosa
- 1975 : Mala, amore e morte
- 1975 : Lo stallone
- 1975 : L'educanda
- 1975 : Le dolci zie
- 1975 : La collegiale
- 1975 : La bolognese
- 1975 : Blue Jeans
- 1975 : La cognatina
- 1975 : Il tempo degli assassini
- 1976 : Un toro da monta
- 1976 : Sorbole... che romagnola, de Alfredo Rizzo
- 1976 : Le impiegate stradali (Batton Story)
- 1976 : La campagnola bella
- 1976 : L'adolescente
- 1976 : La figliastra (Storia di corna e di passione)
- 1976 : Come cani arrabbiati
- 1976 : Il conto è chiuso
- 1977 : Peccati di una giovane moglie di campagna
- 1977 : Onore e guapparia
- 1977 : Le calde notti di Caligola
- 1977 : Cara dolce nipote
- 1978 : Napoli... serenata calibro 9
- 1978 : L'ultimo guappo, de Alfonso Brescia
- 1978 : Malabestia
- 1978 : Le pene nel ventre
- 1979 : Napoli... la camorra sfida e la città risponde
- 1979 : Il mammasantissima
- 1979 : I contrabbandieri di Santa Lucia
- 1979 : Malabimba
- 1979 : Savana violenza carnale
- 1980 : L'ebreo fascista
- 1980 : La tua vita per mio figlio
- 1980 : Il viziaccio
- 1980 : Patrick vive ancora
- 1980 : Zappatore
- 1980 : La invasión de los zombies atómicos
- 1981 : La maestra di sci
- 1981 : Le notti del terrore
- 1981 : Carcerato
- 1982 : Giuramento
- 1982 : Quella peste di Pierina
- 1982 : La bimba di Satana
- 1982 : Le notti segrete di Lucrezia Borgia
- 1982 : Gunan il guerriero, de Francesco Prosperi
- 1982 : Sangraal, la spada di fuoco
- 1983 : La discoteca
- 1983 : Giochi carnali
- 1984 : Uno scugnizzo a New York
- 1984 : Malombra
- 1984 : Maladonna
- 1985 : Popcorn e patatine
- 1985 : Il peccato di Lola
- 1985 : Morbosamente vostra
- 1986 : Una storia ambigua
- 1986 : Senza vergogna
- 1986 : Penombra
- 1986 : Giuro che ti amo
- 1986 : Fotoromanzo
- 1987 : Quel ragazzo della curva B
- 1987 : Laura oggetto sessuale (también guionista)
- 1987 : Urban Warriors
- 1989 : Il giustiziere del Bronx
- 1990 : Sulle tracce del condor
- 1990 : Sapore di morte
- 1990 : Demonia
- 1992 : Spiando Marina
- 1994 : Voci dal profondo
- 1994 : Attenti a noi due
- 1994 : La ragazza di Cortina